# Firaisankina
Firaisankina (en français : « Solidarité », également abrégé en FIR) est une coalition politique malgache constituée en plateforme politique, formée en février 2024 pour les élections législatives et municipales de 2024.
Elle regroupe des partis d'opposition au président de la République Andry Rajoelina notamment J'aime Madagascar (TIM) et Force nouvelle pour Madagascar (HVM), respectivement partis des anciens présidents Marc Ravalomanana et Hery Rajaonarimampianina.

## Histoire

### Contexte
La formation de Firaisankina intervient dans un contexte de division de l'opposition malgache qui était jusqu'ici réunie au sein du « Collectif des candidats ». Ce regroupement de onze candidats à l'élection présidentielle de 2023 avait pour but de dénoncer les conditions d'organisation de ce scrutin notamment la validation de la candidature du président de la République sortant Andry Rajoelina par la Haute Cour constitutionnelle. Le 13 février 2024, la plateforme Kôlektifa an'ny Malagasy est fondée une semaine avant Firaisankina et dirigé collectivement par les anciens candidats à la présidentielle Hajo Andrianainarivelo, Andry Raobelina, Roland Ratsiraka, Jean-Jacques Ratsietison et Tahina Razafinjoelina. Cette coalition divise alors l'opposition du pays en deux plateformes différentes,,.

### Fondation et élections de 2024
Firaisankina est fondé le 23 février 2024 par cinq partis politiques d'opposition dont J'aime Madagascar (TIM) de l'ancien président Marc Ravalomanana et Force nouvelle pour Madagascar (HVM), parti de Hery Rajaonarimampianina, également ancien chef d'État de 2014 à 2018. La plateforme a notamment pour objectifs de présenter des candidatures communes aux élections législatives et municipales de 2024. Elle annonce la présentation de candidats dans 68 circonscriptions sur 120 aux législatives de mai. Tout comme Kôlektifa an'ny Malagasy, la coalition décide de ne pas boycotter le scrutin afin d'imposer une cohabitation au président Rajoelina,,.
Lors des élections législatives du 29 mai 2024, Firaisankina obtient 22 sièges à l'Assemblée nationale selon les résultats officielles et devient la première force d'opposition parlementaire,. Ses partis membres décident de créer à l'issue du scrutin un « comité chargé de défendre le choix des électeurs » (KMSB) afin de contrôler eux-mêmes les résultats par bureau de vote, estimant peu crédibles ceux donnés par la Commission électorale nationale indépendante (CENI). La coalition ainsi que celle du président IRMAR déposent plus d'une centaine de requêtes auprès de la Haute Cour Constitutionnelle (HCC), s'accusant l'une et l'autre de fraude électorale, la HCC décide le 27 juin de rejeter les recours à l'exception de ceux formulées par le camp présidentiel,.

## Partis membres
| Parti | Parti                          | Parti      | Dirigeant                       |
| ----- | ------------------------------ | ---------- | ------------------------------- |
|       | J'aime Madagascar              | TIM        | Marc Ravalomanana               |
|       | Force nouvelle pour Madagascar | HVM        | Rivo Rakotovao                  |
|       | Pro-Siteny                     | Pro-Siteny | Siteny Randrianasoloniaiko      |
|       | Tsara Tahafina                 | TT         | Auguste Paraina                 |
|       | Antoko Politika Madio          | APM        | Jean-Brunelle Razafitsiandraofa |

## Résultats électoraux

### Élections législatives
| Élection | Voix | % | Sièges   | +/– | Gouvernement |
| -------- | ---- | - | -------- | --- | ------------ |
| 2024     |      |   | 22 / 163 | Nv  | Opposition   |